# Las Vegas Thunder
Las Vegas Thunder var ett professionellt ishockeylag som spelade i International Hockey League (IHL). Hemmarink var Thomas & Mack Center. Laget började spela i ligan säsongen 1993/1994, och upphörde att existera den 18 april 1999. Maskot var isbjörnen "Boom-Boom". Laget gjorde sin bästa säsong 1995/1996, då man vann grundserien och gick till konferensfinal.

### Fotnoter
1. ↑  ”1993-1999 Las Vegas Thunder” (på engelska). Fun While it Lasted. http://www.funwhileitlasted.net/tag/las-vegas-thunder/. Läst 8 november 2015.